# KHL All-Star Game 2013
Die fünfte Austragung des All-Star Game der Kontinentalen Hockey-Liga (russisch Матч Всех Звёзд Континентальной Хоккейной Лиги) fand am 13. Januar 2013 in der Eissportarena Traktor in Tscheljabinsk statt. Team Morosow setzte sich mit 18:11 gegen Team Kowaltschuk durch.

## Format
Beim All-Star Game 2013 traf wie im Vorjahr eine Auswahl von Spielern der West-Konferenz auf eine Auswahl von Spielern der Ost-Konferenz. Die Mannschaftskapitäne waren die Russen Ilja Kowaltschuk von SKA Sankt Petersburg (für die Auswahl der West-Konferenz) und Alexei Morosow von Ak Bars Kasan (für die Auswahl der Ost-Konferenz).
Vor dem eigentlichen All-Star-Game fand die KHL All-Star Skills Competition statt, in der die Spieler in verschiedenen Kategorien gegeneinander antraten und ihre Fähigkeiten unter Beweis stellten.

## Auswahl der Teilnehmer
Jedes der beiden Teams bestand aus zwei Torhütern, sechs Verteidigern und zehn Stürmern. Die sechs Spieler, welche jeweils die Startformation ihrer Teams bildeten, wurden über die Webseite der KHL von den Fans selbst ausgewählt. Die restlichen Spieler pro Team wurden von Medienvertretern und der Ligenleitung der KHL ausgewählt. Aufgrund des Endes des Lockouts in der National Hockey League mussten zahlreiche ausgewählte Spieler vorzeitig nach Nordamerika zurückkehren und konnten somit nicht am KHL All-Star Game teilnehmen. (Diese Spieler sind mit einem * gekennzeichnet.) Deren Plätze wurden durch weitere Kandidaten entsprechend dem Wahlergebnis aufgefüllt.

### Fanwahl
| Pos | Spieler               | Nat.     | Klub                   | Stimmen |
| --- | --------------------- | -------- | ---------------------- | ------- |
| TW  | Semjon Warlamow*      | Russland | Atlant Mytischtschi    | 26.344  |
| V   | Zdeno Chára*          | Slowakei | HC Lev Prag            | 29.073  |
| V   | Alexander Rjasanzew   | Russland | Sewerstal Tscherepowez | 26.760  |
| S   | Pawel Dazjuk          | Russland | HK ZSKA Moskau         | 33.731  |
| S   | Alexander Owetschkin* | Russland | HK Dynamo Moskau       | 31.935  |
| S   | Ilja Kowaltschuk      | Russland | SKA Sankt Petersburg   | 31.709  |

| Pos | Spieler           | Nat.     | Klub                      | Stimmen |
| --- | ----------------- | -------- | ------------------------- | ------- |
| TW  | Michael Garnett   | Kanada   | HK Traktor Tscheljabinsk  | 26.396  |
| V   | Ilja Nikulin      | Russland | Ak Bars Kasan             | 30.090  |
| V   | Sergei Gontschar* | Russland | HK Metallurg Magnitogorsk | 28.699  |
| S   | Jewgeni Malkin*   | Russland | HK Metallurg Magnitogorsk | 40.569  |
| S   | Jewgeni Kusnezow  | Russland | HK Traktor Tscheljabinsk  | 30.248  |
| S   | Sjarhej Kaszizyn* | Belarus  | HK Awangard Omsk          | 30.152  |

### Journalistenwahl
| Pos | Spieler               | Nat.     | Klub                   |
| --- | --------------------- | -------- | ---------------------- |
| TW  | Wassili Koschetschkin | Russland | Sewerstal Tscherepowez |
| V   | Kevin Dallman         | Kanada   | SKA Sankt Petersburg   |
| V   | Andrei Markow*        | Russland | Witjas Tschechow       |
| S   | Alexander Radulow     | Russland | HK ZSKA Moskau         |
| S   | Wladimir Tarassenko*  | Russland | SKA Sankt Petersburg   |
| S   | Nicklas Bäckström     | Schweden | HK Dynamo Moskau*      |

| Pos | Spieler            | Nat.       | Klub                      |
| --- | ------------------ | ---------- | ------------------------- |
| TW  | Konstantin Barulin | Russland   | Ak Bars Kasan             |
| V   | Renat Mamaschew    | Russland   | Neftechimik Nischnekamsk  |
| V   | Anton Below        | Russland   | HK Awangard Omsk          |
| S   | Sergei Mosjakin    | Russland   | HK Metallurg Magnitogorsk |
| S   | Jori Lehterä       | Finnland   | HK Sibir Nowosibirsk      |
| S   | Jakub Petružálek   | Tschechien | Amur Chabarowsk           |

### Mannschaftskader
| Team Kowaltschuk (Team West) | Team Morosow (Team Ost) |
| --- | --- |
| - G – Maxim Tschudinow (Sewerstal Tscherepowez) - G – Rastislav Staňa (HK ZSKA Moskau) - D – Kevin Dallman (SKA Sankt Petersburg) - D – Alexander Rjasanzew (Sewerstal Tscherepowez) - D – Staffan Kronwall (Lokomotive Jaroslawl) - D – Ilja Gorochow (HK Dynamo Moskau) - D – Ondřej Němec (HC Lev Prag) - D – Dmitri Kalinin (SKA Sankt Petersburg) - F – Ilja Kowaltschuk (SKA Sankt Petersburg) C - F – Pawel Dazjuk (HK ZSKA Moskau) - F – Alexander Radulow (HK ZSKA Moskau) - F – Michail Warnakow (Torpedo Nischni Nowgorod) - F – Tim Stapleton (HK Dinamo Minsk) - F – Nikolai Scherdew (Atlant Mytischtschi) - F – Alexander Koroljuk (Witjas Tschechow) - F – Sergei Schirokow (HK ZSKA Moskau) - F – Denis Kokarew (HK Dynamo Moskau) - F – Sergei Plotnikow (Lokomotive Jaroslawl) Trainer - Oļegs Znaroks (HK Dynamo Moskau) - Jukka Jalonen (SKA Sankt Petersburg) - Tom Rowe (Lokomotive Jaroslawl) | - G – Konstantin Barulin (Ak Bars Kasan) - G – Michael Garnett (HK Traktor Tscheljabinsk) - D – Renat Mamaschew (Neftechimik Nischnekamsk) - D – Anton Below (HK Awangard Omsk) - D – Ilja Nikulin (Ak Bars Kasan) - D – Wiktor Antipin (HK Metallurg Magnitogorsk) - D – Deron Quint (HK Traktor Tscheljabinsk) - D – Jewgeni Medwedew (Ak Bars Kasan) - F – Alexei Morosow (Ak Bars Kasan) C - F – Sergei Mosjakin (HK Metallurg Magnitogorsk) - F – Jori Lehterä (HK Sibir Nowosibirsk) - F – Jakub Petružálek (Amur Chabarowsk) - F – Dmitri Kagarlizki (Metallurg Nowokusnezk) - F – Jewgeni Kusnezow (HK Traktor Tscheljabinsk) - F – Igor Skorochodow (Jugra Chanty-Mansijsk) - F – Tomáš Záborský (HK Awangard Omsk) - F – Alexander Pereschogin (HK Awangard Omsk) Trainer - Waleri Beloussow (HK Traktor Tscheljabinsk) - Paul Maurice (HK Metallurg Magnitogorsk) - Petri Matikainen (HK Awangard Omsk) |

## Spielstatistik
Das fünfte KHL All-Star Game fand am 13. Januar 2013 in der Eissportarena Traktor in Tscheljabinsk statt. Das Spiel sahen insgesamt 6.500 Zuschauer. Die Auswahl der Ost-Konferenz um Alexei Morosow besiegte die von Ilja Kowaltschuk angeführte Auswahl der West-Konferenz in einem äußerst torreichen Spiel mit 18:11.
| 13. Januar 2013 16:00 Uhr (UTC+6) | Team Kowaltschuk Ilja Kowaltschuk (4:15) Alexander Koroljuk (4:46) Sergei Schirokow (17:44) Nikolai Scherdew (21:53) Alexander Radulow (25:41) Ilja Kowaltschuk (37:54) Alexander Koroljuk (42:03) Michail Warnakow (50:13) Sergei Schirokow (55:24) Michail Warnakow (56:43) Ilja Kowaltschuk (59:25) | 11:18 (3:6, 3:7, 5:5) | Team Morosow Jewgeni Kusnezow (7:21) Tomáš Záborský (7:44) Renat Mamaschew (8:49) Igor Skorochodow (9:44) Dmitri Kagarlizki (13:51) Jewgeni Kusnezow (16:29) Jewgeni Kusnezow (21:21) Deron Quint (24:18) Jori Lehterä (28:16) Alexei Morosow (29:02) Alexei Morosow (33:16) Renat Mamaschew (37:06) Deron Quint (39:30) Sergei Mosjakin (40:18) Jewgeni Kusnezow (41:10) Dmitri Kagarlizki (44:07) Igor Skorochodow (45:02) Jakub Petružálek (49:10) | Eissportarena Traktor, Tscheljabinsk Zuschauer: 6.500 |